# Hans de Brinck-Seidelin
Hans Diderik Hansen de Brinck-Seidelin (født 3. januar 1750, død 30. september 1831) var en dansk landsdommer.
Hans Brinck-Seidelin var af den danske adelsslægt Brinck-Seidelin som nu er uddød. Han var landsdommer på Sjælland. 19. april 1815 blev han optaget som overordentligt medlem af Det kongelige danske Selskab for Fædrelandets Historie.
Da hans fader døde i 1778 overtog han godset Eriksholm som han beholdt til 1824. Desuden var Holbæk Slots Ladegaard i hans besiddelse 1772-1809.
I 1779 ægtede han Mariane Magdalene Eichel Bartholin (12. maj 1752 – 17. august 1800) , og med hende fik han sønnen Ludvig Christian Brinck-Seidelin som blev en kendt landøkonomisk forfatter.